# Nikolaos Machlas
Nikolaos „Nikos“ Machlas (griechisch Νικόλαος Μαχλάς, * 16. Juni 1973 in Iraklio, Kreta) ist ein griechischer ehemaliger Fußballspieler, der als Profi in den Niederlanden, Spanien, Zypern und seinem Heimatland spielte. Neun Jahre lang war er Stürmer der griechischen Nationalmannschaft.

## Verein
Seine Profilaufbahn begann Machlas bei OFI in seiner kretischen Heimatstadt Iraklio. 1996 wechselte er zum niederländischen Erstligisten Vitesse Arnheim. Nachdem er in seiner ersten Saison Schwierigkeiten hatte, seinen Torjägerinstinkt auszuspielen, konnte er in der Spielzeit 1997/98 umso mehr überzeugen: mit 34 Treffern wurde er mit Abstand Torschützenkönig der Eredivisie und schoss seinen Club zur besten Ligaplatzierung seiner Geschichte. Mit 68 Punkten gewann er damit auch den „Goldenen Schuh“ der UEFA für den besten Torschützen Europas. Nach einem weiteren Jahr bei Vitesse wechselte er 1999 zum Ligakonkurrenten AFC Ajax nach Amsterdam, wo er in drei Jahren und 74 Spielen 38 Treffer erzielte. Ein Intermezzo beim FC Sevilla blieb erfolglos – Machlas kam nur zu 14 Ligaeinsätzen und konnte lediglich zwei Tore verbuchen. Er ging zurück nach Griechenland, wo er zunächst bei Iraklis Thessaloniki und von 2004 bis 2006 wieder in seinem Heimatverein spielte. Anschließend ließ er seine Profikarriere in Zypern beim Erstligisten APOEL FC ausklingen.

## Nationalmannschaft
Machlas spielte von 1993 bis 2002 61 Mal für die griechische Nationalmannschaft und erzielte 18 Tore. Außerdem nahm er an der WM 1994 in den USA teil.

## Titel
- Niederländischer Meister: 2002
- Zyprischer Meister: 2007
- Niederländischer Pokalsieger: 2002
- Gewinner des „Goldenen Schuhs“ (34 Tore): 1998
- Torschützenkönig der Eredivisie: Saison 1997/98